# Exil (1985)
Exil ist ein Dokumentarfilm von Jutta Soto von 1985 über chilenische Emigranten in der DDR.

## Inhalt
Es werden fünf Chilenen in Karl-Marx-Stadt, Potsdam und Berlin interviewt, die über ihr Leben erzählen. Dabei wird viel Dankbarkeit über die Aufnahme in der DDR geäußert, aber auch von Bevormundungen und Einschränkungen durch Parteifunktionäre berichtet und über Einsamkeit, Depressionen und Heimweh.

## Hintergründe
Nach dem blutigen Militärputsch in Chile 1973 konnten zahlreiche  sozialistische Aktivisten  in die DDR emigrieren, wo sie viel Unterstützung erhielten.
Der Film wurde für die Staatliche Filmdokumentation am Filmarchiv der DDR gedreht, die verschiedenste Bereiche des Alltags im Land dokumentieren sollte.
Er sollte ursprünglich Teil einer umfassenderen Reihe über Ausländer in der DDR werden, die aber wegen der Auflösung der Filmdokumentation Ende 1985 nicht mehr umgesetzt werden konnte.
Der Film Exil wurde 2025 im Zeughauskino in Berlin mit weiteren Filmen der SFD gezeigt und wird am 3. Februar 2026 in der Gedenkstätte Andreasstraße in Erfurt zu sehen sein.